# Kristian Hoberstorfer
Bo Kristian Thomas Hoberstorfer, född 13 maj 1965 i Kungsholms församling i Stockholm, är en svensk TV-producent.
Hoberstorfer bodde under uppväxtåren i Boliden och Järfälla. Han har under många år varit verksam inom TV-produktion och arbetat med serier som Nudlar och 08:or, Bron och Svensson Svensson. Han är knuten till Frekvens Produktion.
Kristian Hoberstorfer är yngre bror till skådespelaren Gerhard Hoberstorfer.

## Filmografi (i urval)
- 1993 – Kojan (kortfilm), manus
- 1995 – Magisk cirkel (TV-serie), producent
- 1996 – Nudlar och 08:or (TV-serie), producent
- 1997 – Pappas flicka (TV-serie), exekutiv producent
- 1999 – Mitt i livet (TV-serie), exekutiv producent
- 2001 – Agnes (TV-serie), exekutiv producent
- 2006 – Poliser (TV-serie), producent, fem avsnitt
- 2007 – Svensson Svensson (TV-serie), producent, ett avsnitt
- 2011 – Bron (TV-serie), line producer, tio avsnitt
- 2013–2014 – Äkta människor (TV-serie), line producer
- 2020 – Kalifat (TV-serie), exekutiv producent, sju avsnitt
- 2021–2022 – Tunna blå linjen (TV-serie), exekutiv producent